# آرثر إمونز رايموند
آرثر إمونز رايموند (بالإنجليزية: Arthur Emmons Raymond) هو عالم ومهندس أمريكي، ولد في 24 مارس 1899 في بوسطن في الولايات المتحدة، وتوفي في 22 مارس 1999 في سانتا مونيكا في الولايات المتحدة.